# LWL-Klinik Lippstadt

LWL-Klinik Lippstadt

Die LWL-Klinik Lippstadt für Psychiatrie, Psychotherapie und Psychosomatik ist eine Einrichtung des Landschaftsverbands Westfalen-Lippe (LWL) und Teil der LWL-Gesundheitseinrichtungen im Kreis Soest. Sie hält am Standort Lippstadt mit den Abteilungen Allgemeine Psychiatrie, Depressionsbehandlung, Gerontopsychiatrie und Suchtmedizin/-reha das komplette Spektrum psychiatrischer Angebote vor. Darüber hinaus werden teilstationäre und ambulante Behandlungsmöglichkeiten in der Abteilung Integrative Psychiatrie und Psychotherapie angeboten.

LWL-Tagesklinik und LWL-Institutsambulanz der LWL-Klinik Lippstadt im Zentrum von Lippstadt

Neben 147 Krankenhausbetten für die akute stationäre Behandlung am Standort Lippstadt-Benninghausen stehen 33 teilstationäre Plätze in den LWL-Tageskliniken in Lippstadt und Soest zur Verfügung. In Lippstadt werden in der LWL-Institutsambulanz außerdem ambulante Behandlungsmöglichkeiten angeboten. Ein großer Dienstleistungsbereich ist für Infrastruktur und Verwaltung aller Einrichtungen des regionalen Netzes zuständig. 2001 wurde die Organisation der LWL-Kliniken in Lippstadt und Warstein zusammengelegt.

## Geschichte

Ärztliche Visite während der Arbeitstherapie

Die Ansichtskarte zeigt die Einrichtungen der heutigen LWL-Einrichtungen in Lippstadt-Eickelborn und -Benninghausen

Ein Landarmen- und Arbeitshaus in (Lippstadt-)Benninghausen wurde 1821 zur Keimzelle der psychiatrischen Einrichtungen an den Standorten Benninghausen und Eickelborn. Diese Einrichtung fand ihren Platz in einem ehemaligen Zisterzienserkloster, das 1804 im Zuge der Säkularisation verstaatlicht worden war. Auf dem 26. Westfälischen Provinziallandtag wurde eine Unterversorgung auf dem Gebiet der Geisteskranken-Fürsorge festgestellt. Die Einrichtung einer zweiten Provinzial-Pflege-Anstalt wurde daraufhin am 31. März 1882 genehmigt. Am 15. Oktober 1882 wurde auf dem Gelände des ehemaligen Ritterguts Eickelborn diese weitere Pflegeanstalt offiziell eröffnet.
Die Zahl der Patienten, die in Benninghausen und Eickelborn lebten, nahm stetig zu. Allein in Eickelborn waren im Jahr 1913 etwa 1020 Menschen untergebracht.
In den Jahren 1940 bis 1943 wurden aus der Provinzial-Heilanstalt Eickelborn im Zuge der Krankenmorde in der Zeit des Nationalsozialismus 744 Patienten in andere Anstalten verlegt, von denen 598 getötet wurden. Das Mahnmal „Der Gebundene“ an der LWL-Hauptverwaltung in Lippstadt-Eickelborn erinnert heute an dieses dunkelste Kapitel der Psychiatriegeschichte.
In der Nachkriegszeit wurde der Klinikbetrieb in den Heilanstalten in Benninghausen und Eickelborn ausgeweitet. Die Psychiatriereform setzte in den 1970er Jahren mit dem Streben nach Enthospitalisierung und Dezentralisierung neue Maßstäbe.
Aus dem Westfälischen Landeskrankenhaus Eickelborn gingen 1984 das Westfälische Landeskrankenhaus Lippstadt und das Westfälische Zentrum für Forensische Psychiatrie Lippstadt hervor, die fortan nebeneinander existieren. Jede der eigenständigen Einrichtungen konnte ihr spezifisches Behandlungsangebot weiterentwickeln, was schließlich in die völlige räumliche Trennung an zwei Standorten, Eickelborn und Benninghausen, mündete.
1997 erfolgte für das psychiatrische Krankenhaus die Trennung von Akut- und Langzeitbereich: Die Westfälische Klinik für Psychiatrie Lippstadt (heute LWL-Klinik Lippstadt) und das Westfälische Pflege- und Förderzentrum Lippstadt (heute LWL-Pflegezentrum und LWL-Wohnverbund Lippstadt) entstanden. Seit 2001 besteht eine Kooperation mit der LWL-Klinik Warstein.
Nach 2006 abgeschlossenen Umbaumaßnahmen ist die LWL-Klinik für Psychiatrie, Psychotherapie und Psychosomatik heute vollständig am Standort Benninghausen ansässig.
Die Landschaftsversammlung beschloss im Februar 2007, die Einrichtungen des Landschaftsverbands Westfalen-Lippe (LWL) umzubenennen, damit sich der Träger als Dachmarke der Einrichtungen hervorhebt: So wurde die Westfälische Klinik Lippstadt zur LWL-Klinik Lippstadt.
Im Laufe der letzten Jahre kristallisierte sich eine veränderte Bedarfslage in der psychiatrischen Versorgungslandschaft heraus: Der Anteil depressiver Patienten stieg an, wobei insbesondere auch der Anteil älterer depressiver Personen wuchs. Vor diesem Hintergrund wurde die Abteilung D entwickelt und zum 1. Juli 2012 ins Leben gerufen.
Seit dem Winter 2015 stellen die LWL-Gesundheitseinrichtungen im Kreis Soest am Standort Lippstadt derzeit nicht genutzte Gebäude der Stadt Lippstadt zur Bewältigung der Flüchtlingskrise zur Verfügung.

## Behandlungskonzepte
In der Klinik werden alle wesentlichen psychiatrischen Behandlungsmethoden, also medizinische, pflegerische, psychologische, sozio-, ergo-, physio- und kreativtherapeutische Verfahren eingesetzt. Behandelt werden Menschen aller Altersgruppen ab dem 18. Lebensjahr mit unterschiedlichen Krankheitsbildern. Die Klinik versteht sich als fachlich moderner Dienstleistungsbetrieb für psychisch erkrankte Menschen, die hier eine individuelle Therapie nach den heutigen Standards der Wissenschaft erfahren.

## Fachabteilungen

### Allgemeine Psychiatrie
In der Abteilung Allgemeine Psychiatrie wird nach dem Prinzip der inneren Differenzierung gearbeitet. Die Stationen, von denen drei offen und eine geschlossen geführt werden, unterscheiden sich durch verschiedene therapeutische Schwerpunkte. Diese liegen auf der Behandlung von psychotischen Störungen, Entwicklungs- und Verhaltensstörungen sowie der Behandlung psychiatrischer Notfälle und Krisenintervention. Das Therapieprogramm ist jeweils auf den Schwerpunkt ausgerichtet. Die Behandlung gliedert sich in Aufnahme-, Behandlungs- und Entlassungsphase. In der Aufnahmephase stehen die Diagnostik, die Entlastung der Patientin oder des Patienten und die Planung der Behandlung im Fokus. In der Therapiephase sind die Patienten in das vollständige Programm eingebunden, um in der Entlassungsphase auf die Zeit nach dem Aufenthalt vorbereitet zu werden.
Die Mitarbeit von Angehörigen an der Behandlung ist ein wichtiger Bestandteil des Therapiekonzeptes und fördert so die Selbsthilfe. Das Ziel der Behandlung ist nicht nur die Überwindung der Krankheit, sondern auch die Sicherstellung einer aktiven Krankheitsbewältigung und eine angemessene und zufriedenstellende soziale Integration.

### Depressionsbehandlung
Inhaltlich werden depressiv erkrankte Menschen jeder Altersgruppe behandelt. Von den zwei Stationen ist eine spezialisiert auf die Therapie jüngerer Depressiver (ca. bis 50 Jahre), während die andere einen Schwerpunkt in der Behandlung über 50-jähriger depressiver Menschen hat. Bei älteren, depressiven Patienten zeigt sich, dass diese oft zusätzlich unter psychosomatischen Erkrankungen, insbesondere chronischen Schmerzstörungen leiden, so dass die Station eine zusätzliche Spezialisierung entwickelte und von dieser aus eine enge Kooperation mit den Schmerztherapeuten des KlinikumsStadtSoest aufgebaut wurde. Im Vordergrund der Behandlung steht in erster Linie die Lösungsorientierung, unter Nutzung der individuellen Fähigkeiten. Die Patienten entwickeln Bewältigungsstrategien und setzen diese aktiv ein. Während der Behandlung werden, von einem Basistherapieprogramm ausgehend, die Themen und Belastungsfelder patientenbezogen definiert, Lösungsstrategien entwickelt und schließlich auch die Entlassung ausreichend langfristig geplant, um eine nachhaltige Verbesserung und Stabilisierung des Befindens zu erreichen. Die Patienten sollen zuletzt in der Lage sein, das in der Therapie Erreichte auch im häuslichen Umfeld umzusetzen, um so längerfristig gesund zu bleiben.

### Integrative Psychiatrie und Psychotherapie (IPP)
Der Schwerpunkt der Abteilung liegt auf ambulanten und teilstationären Angeboten. Hierzu werden im Zentrum von Lippstadt eine Tagesklinik und eine Institutsambulanz in den Bereichen Allgemeine Psychiatrie, Gerontopsychiatrie und Suchtmedizin vorgehalten. Eine weitere Tagesklinik befindet sich in Soest am Marienkrankenhaus. Die Behandlung zielt auf die Wiederherstellung der psychischen Stabilität sowie auf die Förderung der lebenspraktischen, sozialen und kognitiven Kompetenzen.
In den Tageskliniken werden alle seelischen Erkrankungen außer primären Suchterkrankungen behandelt. Eine tagesklinische Behandlung kommt immer dann in Betracht, wenn eine ambulante Therapie nicht ausreicht, aber eine vollstationäre Behandlung nicht notwendig ist. Die Behandlung erfolgt von Montag bis Freitag in der Zeit von 8 bis 16 Uhr. In der verbleibenden Zeit leben die Patienten wie gewohnt in ihrem normalen Umfeld. Dadurch halten sie ihre sozialen Bezüge aufrecht und können das Erlernte direkt in der Praxis erproben. Es werden überwiegend Depressionen und Angststörungen, aber auch Zwangsstörungen, Persönlichkeitsstörungen und Psychosen behandelt.

### Gerontopsychiatrie
In der Abteilung Gerontopsychiatrie werden mit Ausnahme von Depressionen alle psychischen Erkrankungen des höheren Lebensalters (ab 60 Jahren) mit spezialisierten Therapien behandelt. Dies gilt insbesondere für die verschiedenen Demenzerkrankungen und die mit ihnen verbundenen Störungen von Verhalten und Erleben, aber auch für affektive Störungen, wie v. a. Psychosen und Abhängigkeitserkrankungen, wenn sie im Zusammenhang mit affektiven Störungen auftreten. Die Abteilung verfügt über mehrere offen geführte und geschlossene Stationen.
Vordringlichstes Ziel der Behandlung ist eine Rückbildung der Krankheitssymptome. Aber auch eine Akzeptanz und der Umgang mit chronischer Erkrankung spielen eine Rolle. Im Ganzen wird eine Integration moderner neurowissenschaftlich basierter, psychotherapeutisch ausgerichteter und sozialpsychiatrischer Ansätze unter Einbindung des sozialen Umfelds angestrebt.

### Suchtmedizin
Schwerpunkt des Behandlungsangebotes ist der Qualifizierte Entzug von Alkohol, Medikamenten und illegalen Drogen (Cannabis, Heroin, Kokain, Ecstasy, LSD, Amphetaminen etc.). Die beiden Stationen am Standort Lippstadt haben jeweils eigene Behandlungsschwerpunkte für unterschiedliche Subgruppen der Suchterkrankung. In allen Stationen werden Frauen und Männer gemeinsam behandelt. Eine Station wird offen geführt, die andere ausgangskontrolliert.
Ziel ist es, neben der (medikamentösen) Behandlung die Motivation für eine langfristige Abstinenz zu fördern und entsprechende Unterstützungsmöglichkeiten vorzustellen und zu organisieren. Dazu stehen Einzel- und Gruppengespräche, Sozialberatung, Informationsvermittlung, Sport- und Bewegungstherapie, Ergotherapie sowie weitere Behandlungsbausteine zur Verfügung.

## Ausbildung, Beruf und Weiterbildung
Die LWL-Klinik Lippstadt kooperiert als Lehreinrichtung für klinische Psychologie/Psychotherapie mit dem Institut für Psychologie der Universität Bochum im Rahmen der Ausbildung zum psychologischen Psychotherapeuten. Ebenfalls ist die LWL-Klinik durch die Ärztekammer Westfalen-Lippe als Weiterbildungsstätte für die Facharztweiterbildung "Psychiatrie und Psychotherapie" anerkannt. Angegliedert an die Klinik ist die LWL-Akademie für Gesundheits- und Pflegeberufe Lippstadt mit mehr als 120 Ausbildungsplätzen in der Gesundheits- und Krankenpflege. Gemeinsam mit der LWL-Klinik Warstein unterhält die Klinik Lippstadt das Fort- und Weiterbildungszentrum der LWL-Kliniken im Kreis Soest am Standort Warstein. Die dort angebotenen Fort- und Weiterbildungen stehen auch für externe Teilnehmer zur Verfügung.